# چشمه‌نوش
چشمه‌نوش، روستایی از توابع بخش مرکزی شهرستان کنگاور در استان کرمانشاه ایران است.

## جمعیت
این روستا در دهستان گودین قرار دارد و براساس سرشماری مرکز آمار ایران در سال ۱۳۸۵، جمعیت آن ۲۵۴ نفر (۵۰خانوار) بوده‌است.